# Aussichtsturm auf der Hohen Eule

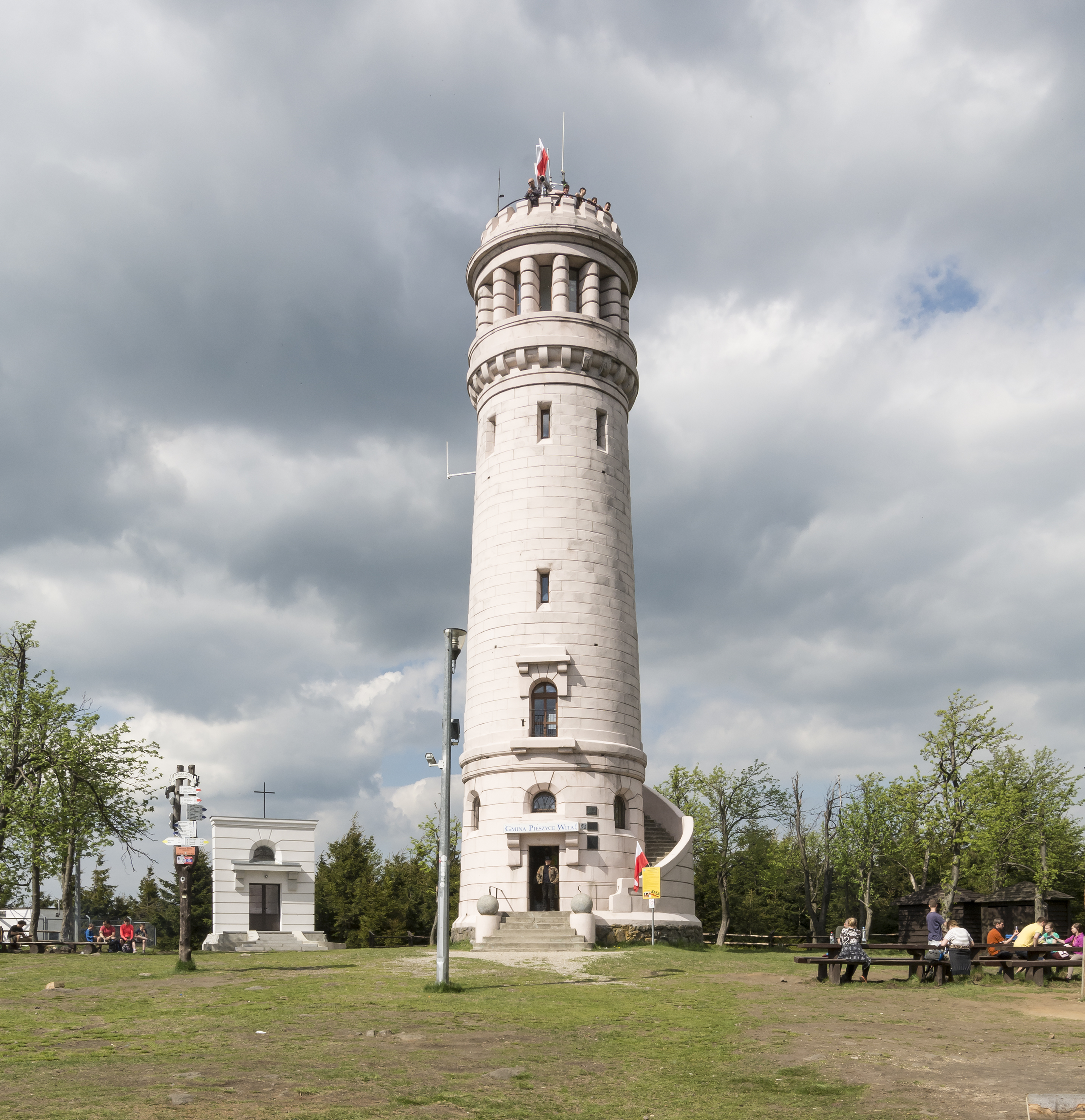
Aussichtsturm auf der Hohen Eule, (2016)

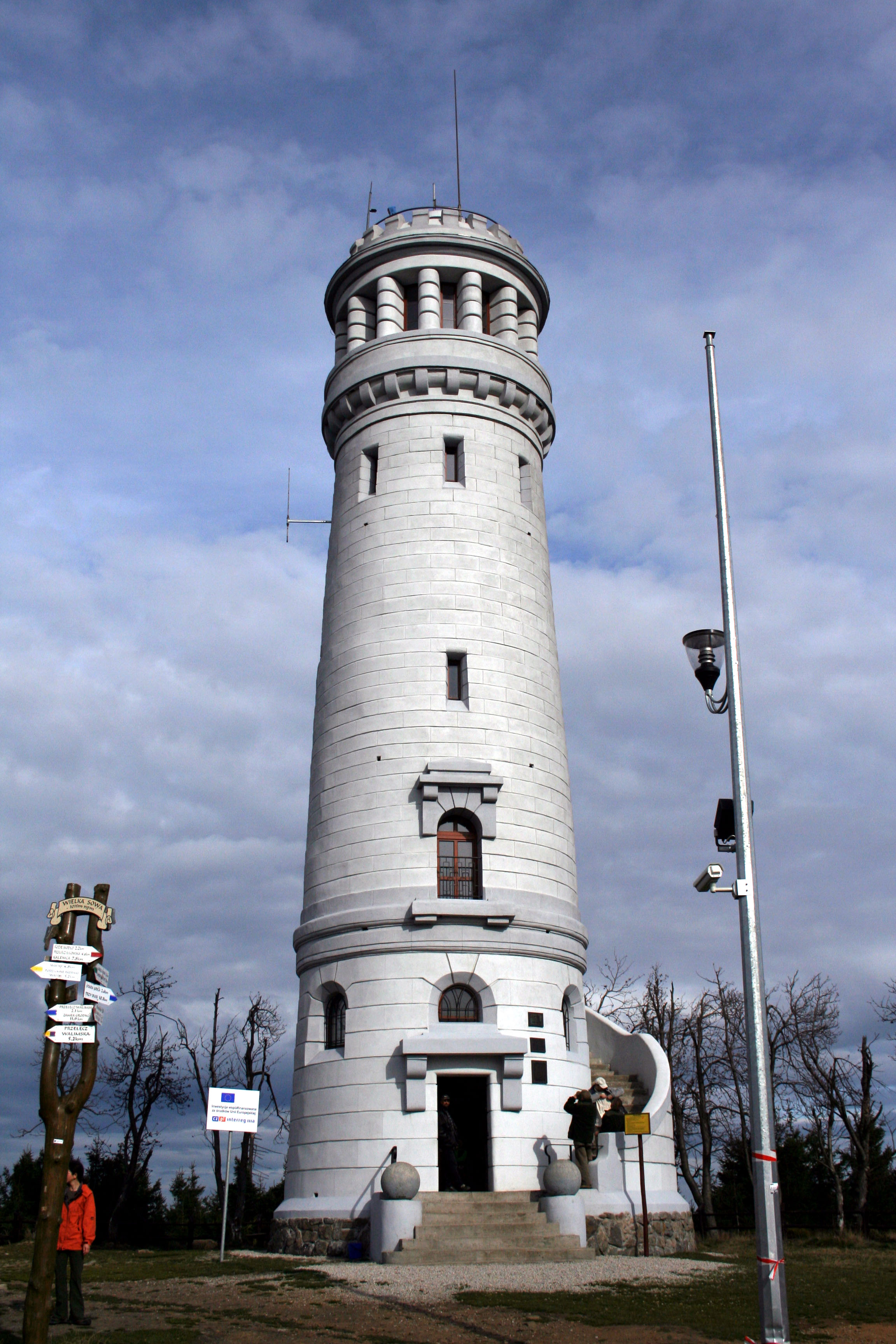
Aussichtsturm auf der Hohen Eule (2006)

Der Aussichtsturm auf der Hohen Eule (polnisch Wieża Widokowa na Wielkiej Sowie) ist ein Bismarckturm auf der Erhebung Wielka Sowa (Hohe Eule) in der Gemarkung Pieszyce (Peterswaldau), Niederschlesien.

## Geschichte
1885 zunächst als Holzturm auf einem mit 1.015 m Höhe – für vergleichbare Türme – höchstgelegenen Punkt im damaligen Deutschen Reich erbaut, wurde er 1906 durch einen 25 Meter hohen Aussichtsturm aus Granit und Stahlbeton ersetzt.
Nach dem Zweiten Weltkrieg trug er mehrere Namen: Nach 1945 wurde der Bismarckturm zunächst nach dem polnischen Ministerpräsidenten im Zweiten Weltkrieg in General-Wladyslaw-Sikorski-Turm, später in Mieczyslaw-Orłowicz-Turm umbenannt. Beide Namen haben sich nie durchgesetzt, zumal der Turm zunehmend verfiel und über die Jahrzehnte auch nicht mehr instand gehalten wurde.
Mit Hilfe von EU-Fördermitteln im Rahmen des Interreg IIIa-Programms wurden ab 2005 Planungen und Sanierungen des Turms schrittweise umgesetzt. In einer ersten Phase wurde zunächst der Turm saniert und 2008 wieder eröffnet, 2008–2010 wurden in der zweiten Phase schrittweise die Außenanlagen gestaltet. Sein Name ist heute – neutral – „Wieża Widokowa na Wielkiej Sowie“ (zu deutsch wörtlich: „Aussichtsturm auf der Hohen Eule“).
Der Turm ist heute mit Ausnahme der Wintermonate öffentlich zugänglich. Im Erdgeschoss befindet sich ein Kiosk, in der ersten Etage in 14 Meter Höhe, dem öffentlichen Zugang in das Innere des Turms, befindet sich eine Ausstellung zur Geschichte und Sanierung des Turms.
Vom Turm bietet sich der Rundblick auf das Riesengebirge, den Ślęża (Zobten), die Ortschaften Dzierżoniów, Pieszyce und Bielawa, den Glatzer Kessel und, bei gutem Wetter, die Sicht bis Breslau.